# 大福斯
大福斯（法語：La Grande-Fosse，法語發音：[la ɡʁɑ̃d fos] ⓘ）是法国大東部大區孚日省的一个市镇，与小福斯相邻，属于孚日圣迪耶区。

## 地理
大福斯（48°20'20"N, 7°4'10"E）面积6.79 平方千米，位于法国大東部大區孚日省，该省份为法国东北部内陆省份，北起默兹省和默尔特-摩泽尔省，西接上马恩省，南至上索恩省和贝尔福地区省，东临上莱茵省和下莱茵省。
与大福斯接壤的市镇（或旧市镇、城区）包括：小福斯、普罗旺谢尔和科尔鲁瓦、萨勒、邦德萨、沙塔、格朗吕。
大福斯的时区为UTC+01:00、UTC+02:00（夏令时）。

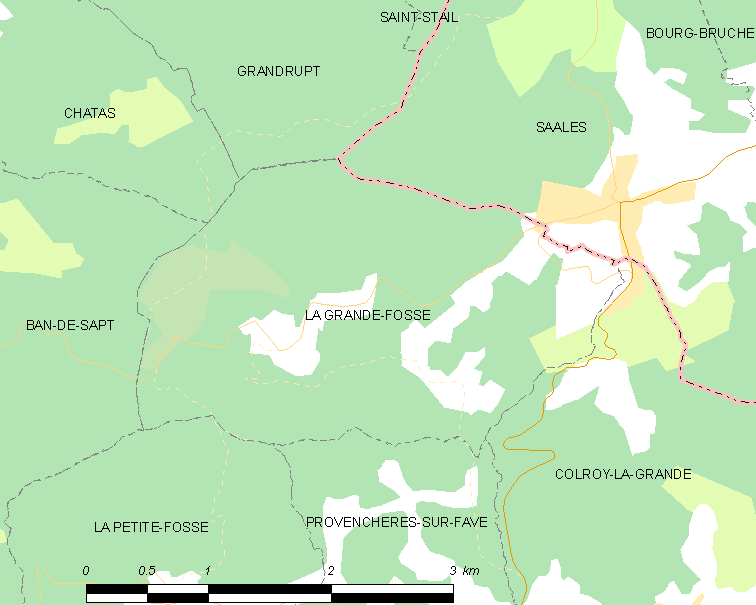
大福斯的OSM定位图

## 行政
大福斯的邮政编码为88490，INSEE市镇编码为88213。

## 政治
大福斯所属的省级选区为孚日圣迪耶第二县。

## 人口

1962-2008年间大福斯人口变化图示

大福斯于2022年1月1日时的人口数量为130人。